# Araguaína (microregio)
Araguaína is een van de acht microregio's van de Braziliaanse deelstaat Tocantins. Zij ligt in de mesoregio Ocidental do Tocantins en grenst aan de microregio's Bico do Papagaio, Jalapão, Miracema do Tocantins, Conceição do Araguaia (PA), Porto Franco (MA) en Redenção (PA). De westgrens van Araguaína wordt gevormd door de Araguaia. De microregio heeft een oppervlakte van ca. 26.493 km². In 2006 werd het inwoneraantal geschat op 260.490.
Zeventien gemeenten behoren tot deze microregio:
- Aragominas
- Araguaína
- Araguanã
- Arapoema
- Babaçulândia
- Bandeirantes do Tocantins
- Carmolândia
- Colinas do Tocantins
- Filadélfia
- Muricilândia
- Nova Olinda
- Palmeirante
- Pau-d'Arco
- Piraquê
- Santa Fé do Araguaia
- Wanderlândia
- Xambioá

Mesoregio's: Ocidental do Tocantins · Oriental do Tocantins

Microregio's: Araguaína · Bico do Papagaio · Dianópolis · Gurupi · Jalapão · Miracema do Tocantins · Porto Nacional · Rio Formoso